# Pęciszewo
Pęciszewo [pɛnt͡ɕiˈʂɛvɔ] (tiếng Đức: Waltersdorf)  là một ngôi làng ở quận hành chính của Gmina Braniewo, trong huyện Braniewski, Warmińsko-Mazurskie, ở miền bắc Ba Lan, gần biên giới với Kaliningrad của Nga. Nó nằm khoảng 11 kilômét (7 mi) về phía đông của Braniewo và 78 km (48 mi) phía tây bắc của thủ đô khu vực Olsztyn.
Làng có dân số 79 người.

## Cư dân đáng chú ý
- Helmut Echternach (1907-1988), nhà thần học và mục sư Luther